# Margarete 3. af Flandern
Margarete af Dampierre (født 13. april 1350, død 16./21. marts 1405) var grevinde af Flandern (som Margarete III), grevinde af Artois og pfalzgrevinde af Burgund (som Margarete II) og to gange hertuggemalinde af Burgund. Via sin moder, Margarete af Brabant, datter af Jan III af Brabant, var hun også arving af grevskaberne Brabant og Limburg.

## Historie
Margarete var datter af og arving til Ludvig II af Flandern (Louis de Mâle), greve af Flandern, greve af Nevers og greve af Rethel (1346–1384) og hans hustru Margarete af Brabant. Via sin moder Margarete af Frankrig var Ludvig også greve af Burgund og greve af Artois (1382–1384).
I 1357 blev den syv år gamle Margarete gift med Filip af Rouvres, barnebarn og arving efter Eudes IV af Burgund. Filip var elleve år gammel og hendes tremenning. Han var greve af Burgund og Artois (1347–1361), hertug af Burgund (1350–1361) og blev greve af Auvergne og Boulogne (1360–1361).
Margarete blev enke i 1361, og med hendes ægtemands død blev hertugdømmet Burgund arvet af Johan II af Frankrig (som Johan I af Burgund). I 1363 blev Filip 2. af Burgund, Johans yngste søn, givet hertugdømmet og giftede sig med den tidligere hertuginde i 1369. Filip havde været hertug af Touraine (1359–1363) og blev senere greve af Charolais (1390–1404). Da Margaretes fader døde i 1384 arvede hun og Filip amterne Artois, Burgund, Flandern, Nevers og Rethel. Filip døde i 1404 og Margarete året efter.
Guizot mente ikke, at hendes far nærede noget ønske om at gifte hende til en franskmand og var langt mere venlig indstillet mod England. Han blev overtalt til ægteskabet af sin moder, Margarete af Frankrig.

## Familie
Hendes ældste søn, Johan 2. af Burgund, også kaldet for "den frygtesløse", fulgte henne i 1405 som hertug af Burgund, greve af Burgund, greve af Artois, og greve af Flandern. I 1406 arvede hendes yngre søn, Antoine af Brabant, Brabant og Limburg. Nevers var først i hendes levetid givet til deres ældste søn Johan, men efter, at han blev hertug, gik Nevers videre til hendes yngste søn Philippe.